# Soldier of Fortune
『Soldier of Fortune』は、アメリカのRaven Softwareが開発し、Activisionから2000年3月27日に発売されたWindows用ファーストパーソン・シューティングゲームである。ゲームエンジンは『Quake II』のエンジンを改造したものを使用している。後にPlayStation 2やドリームキャストにも移植された。続編として『Soldier of Fortune II:二重螺旋』(en)および『Soldier of Fortune: Payback』(en)が発売されている。日本での発売はP&Aが行っていた。略称はSoF。
頭部が破壊されたり、四肢が吹き飛んだり、内臓が露出したり、死に際の敵がうめき声を上げたりなどと残虐描写が強烈な事で有名で、DoubleViking.comにて公開された「最も残虐なゲームTop10」では5位にランクインした。
イギリスのビットマップ・ブラザーズ(en)が開発し、スーパーファミコンやメガドライブなど向けに発売された『The Chaos Engine』(en)も、アメリカでは『Soldiers of Fortune』のタイトルで発売された。

## ストーリー
主人公のJohn Mullinsはベトナム戦争など、様々な戦場で活躍してきた傭兵。現在は「The Shop」と呼ばれる極秘任務を請け負う対テロリスト専門の秘密組織に属して活動をしている。「The Shop」はニューヨークに存在しており、協力者には表向きは古本屋を経営しているSamと、古くからの戦友であるHawkがいる。
John Mullinsは、核兵器を盗んだ凶悪なテロリストとの戦いに身を投じることとなる。

## ステージ
ニューヨーク市（アメリカ合衆国）
地下鉄の駅（ステージ1）、倉庫ビル（ステージ6）を舞台に、Wilhelm "Saber" Dekker率いる白人至上主義のギャングと戦う。
ソロティ（ウガンダ共和国）
走行中の貨物列車（ステージ2）を舞台に、反政府勢力と戦う。
グラカニカ（コソボ共和国）
下水道・廃墟となった街・旧NATO軍基地（ステージ3）を舞台に、セルビア人武装勢力と戦う。
シベリア（ロシア連邦）
軍基地・化学工場（ステージ4）を舞台に、ロシア兵と戦う。
バグダッド（イラク）
市街地・軍施設（ステージ5）、製油所（ステージ9）を舞台に、サッダーム・フセイン及びAmu将軍旗下の兵士と戦う。
コルドファン（スーダン）
列車車庫・屠殺場・ミサイル基地（ステージ7）を舞台に、スーダン兵と戦う。
東京（日本）
裏路地・企業の本社ビル（ステージ8）を舞台に、ヤクザと戦う。
ハンブルク（ドイツ）
古城（ステージ10）を舞台に、Sergei Dekkerとその部下と戦う。

## 登場人物

### The Shop関係者
John Mullins
本作の主人公。51歳。中肉中背だが、並外れた強さと素早さをもつ。オクラホマ州南西部出身。ベトナム戦争に3期従軍し、3個のパープル・ハート勲章を受章している。また、同戦争中は、PHOENIXと呼ばれるベトコン高官の暗殺を専門とする部隊に所属していた。12年前に軍を退役し、傭兵として、国連の対テロ機関The Shopから仕事を請負っている。なお、同姓同名の実在の傭兵をモデルにしたキャラクターである。
Aaron "Hawk" Parsons
デトロイト市出身の黒人男性。33歳。湾岸戦争に従軍した経験を持つ。アメリカ陸軍最高の爆破物専門家の一人として数えられる。The Shopの任務に関し、John Mullinsとチームを組むことが多い。
Sam Gladstone
長く伸ばした顎鬚が特徴の男性。62歳。書店の店主を行うかたわらThe Shopに雇われている。ベトナム戦争に従軍経験があり、当時の階級は大尉。偵察任務に秀でる。戦争後、数年間CIAに勤めていた。

### その他の登場人物
Sergei Dekker
本作最大の敵。The Orderと呼ばれるテロ組織を率いる白人至上主義者。45歳。ゲーム中では常に、全身と顔を覆う金属製の装甲を身に着けており、素顔は不明。南アフリカ出身で、アパルトヘイト体制の当時、軍大佐の職にあった。70年代～80年代にかけて南アフリカで行われた極秘核兵器開発計画KRAALの創始者である。アパルトヘイト体制の崩壊後、ドイツへ亡命した。南アフリカの体制変更に関して、国連と米国に強い憎しみを抱いており、復讐を誓っている。復讐計画実現の資金を獲得するため、KRAALで開発された7つの核兵器を世界中に売却した。Wilhelm "Saber" Dekkerは実弟にあたる。
Wilhelm "Saber" Dekker
ニューヨーク市を根城にする白人至上主義ギャングのリーダー。37歳。スキンヘッドと上半身を覆う刺青が特徴。Sergei Dekkerの実弟である。The Orderへの武器の供給や、資金拠出のための非合法活動を行っている。
Mohhamed Amu
イラク軍の有力な将軍。48歳。常に軍服を身に着けていることと、顔右半分を覆う傷跡が特徴。湾岸戦争での祖国の敗北に幻滅し、アメリカ合衆国との「個人的な」戦争に乗り出すことを決意した。The Orderと協力し、サッダーム・フセインを失脚させた上で、国連とアメリカに対し強力な攻撃を加えることを計画している。外見に反し、根は臆病な性格。

## 装備

### 武器
Knife
軍用サバイバルナイフ。プライマリで斬り付ける。セカンダリで投げて攻撃する。6本持っているため、5回まで投げられる。なお、投げた後は拾って再利用する事が出来る。
9mm Pistol
威力は低いが、命中率は高い。18発装填可能。
.44 Pistol
マグナム銃。大口径の銃弾を使用するため、威力は高い。9発装填可能。
Shotgun
ショットガン。接近戦では最強の武器。8発装填可能。
SniperRifle
狙撃銃。遠く離れた敵を倒す時には重宝する。20倍までズームできる。セカンダリでスコープ機能を使わないとかなり命中精度が落ちる。SMG、Heavy MGと弾を共有する。6発装填可能。
SMG
サブマシンガン。SniperRifle、Heavy MGと弾を共有する。40発装填可能。
Sup SMG
消音機能付きサブマシンガン。9mm Pistolと弾薬を共有する。32発装填可能。
Heavy MG
重機関銃。SniperRifle、SMGと弾を共有する。セカンダリで弾10発を消費し焼夷手榴弾を発射する事が出来る。40発装填可能。
Slugthrower
爆発性の弾丸を発射する兵器。セカンダリで弾2発を消費し閃光爆弾を発射する事ができる。10発装填可能。
Flamegun
火炎放射器。火炎を喰らった敵は発火する。セカンダリで弾6発を消費しナパーム弾を発射する事が出来る。60発装填可能。この武器だけは予備弾薬を携行できない。
Rocket Launcher
ロケットランチャー。ロケット弾を発射する。セカンダリで全弾を発射できる。4発装填可能。
MPG
マイクロ波をレーザーのように撃って攻撃する兵器。セカンダリで弾10発を消費し相手の体を膨張させ、爆死させるビームを発射できる。60発装填可能。

### アイテム
Armor
防弾チョッキ。ほとんどの攻撃のダメージを肩代わりしてくれる。敵が落とす事もある。
Medkit
回復アイテム。使用するとヘルスを回復する。持ち運び可能な物の他に、壁に備え付けられている物もある。
Grenade
一般的な手榴弾。投げた後しばらくすると爆発する。
C4
投げた後に壁や床に吸着する以外はGrenadeと同じ。
Flash Grenade
閃光手榴弾。敵の目をくらまし、一時的に行動不能にさせる事ができる。
Night Goggle
暗視ゴーグル。装着すると視界が明るくなる。ゴーグルのエネルギーは、使用していないときに徐々に回復する。